# Gökhan
Gökhan  è un nome proprio di persona turco maschile.

## Origine e diffusione
Il nome significa letteralmente "governatore/signore del cielo", essendo formato dai termini turchi gök, che significa "cielo" e han, che significa "comandante", "khan". Il nome è probabilmente di origine mitologica e potrebbe fare riferimento a un dio dei cieli venerato dai turchi pagani.

## Onomastico
Il nome è adespota, quindi l'onomastico cade il 1º novembre, giorno di Ognissanti.

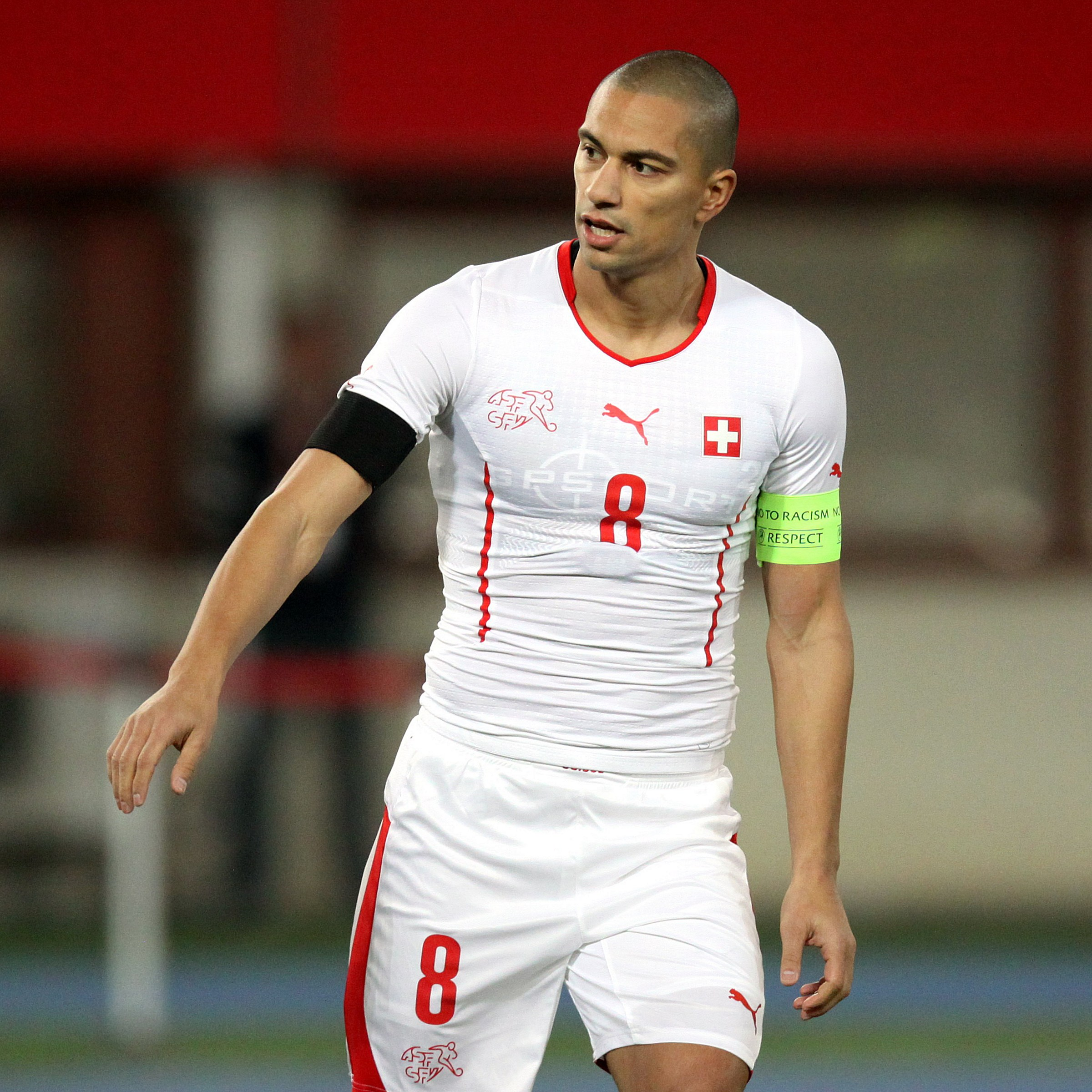
Gökhan Inler

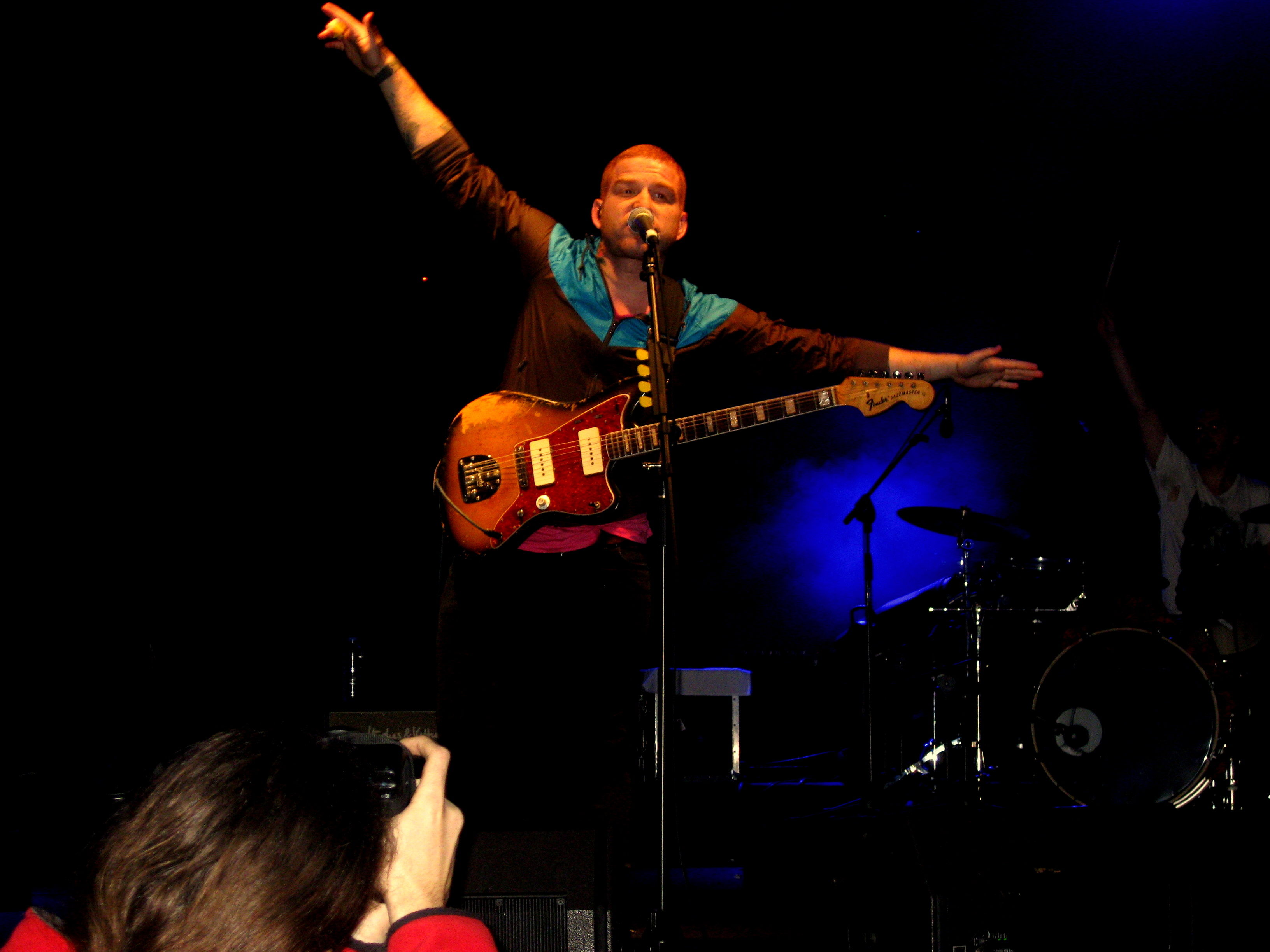
Gökhan Özoğuz

## Persone
- Gökhan Akkan, calciatore turco
- Gökhan Gönül, calciatore turco
- Gökhan Inler, calciatore svizzero di origine turca
- Gökhan Özoğuz, cantante e chitarrista turco
- Gökhan Saki, kickboxer turco-olandese
- Gökhan Şensan, vero nome di G-Hot, rapper tedesco
- Gökhan Süzen, calciatore turco
- Gökhan Töre, calciatore turco
- Gökhan Ünal, calciatore turco
- Gökhan Zan, calciatore turco